# عمادشهر
عمادشهر (والمعروفة أيضًا باسم مايديه) هي مدينة في منطقة قسم عمادده الريفي، ناحية صحراء باغ في مقاطعة لاريستان في إيران. بلغ عدد سكانها وفق تعداد عام 2012 ما يقارب 6547 نسمة يتوزعون على 1523 عائلة.
تتميز جغرافيا المنطقة بجبال جافة أبرزها جبل (كو إيه جوبست يا) الذي يبلغ ارتفاعه أكثر من 2000 متر ويفصل عمادشهر عن قرية تدعى كال.
لدى المدينة موارد أكبر مقارنة بالقرى الأخرى في المنطقة بسبب وجود العديد من المواطنين الذين يقيمون في دول الخليج العربية الأكثر ثراءً. بنى أحد هؤلاء الأثرياء مستشفى في عمادشهر وهو المستشفى الوحيد في المنطقة.
1. ↑  GeoNames (بالإنجليزية), 2005, QID:Q830106
2. 1 2 3  "جمعیت به تفکیک تقسیمات کشوری" (بالفارسية). اطلع عليه بتاريخ 2023-10-29.
3. 1 2 3  يمكن إيجاد Emad Deh على GEOnet من خلال هذا الرابط. في صندوق البحث المتقدم (Advanced Search)، أدخل "-3062008" في خانة (Unique Feature Id) واضغط على (Search Database).
4. ↑  "تعداد سكان جمهورية إيران الإسلامية، 1385 / 2006". جمهورية إيران الإسلامية. مؤرشف من الأصل (إكسل) في 2010-11-16.